# フェンサリル

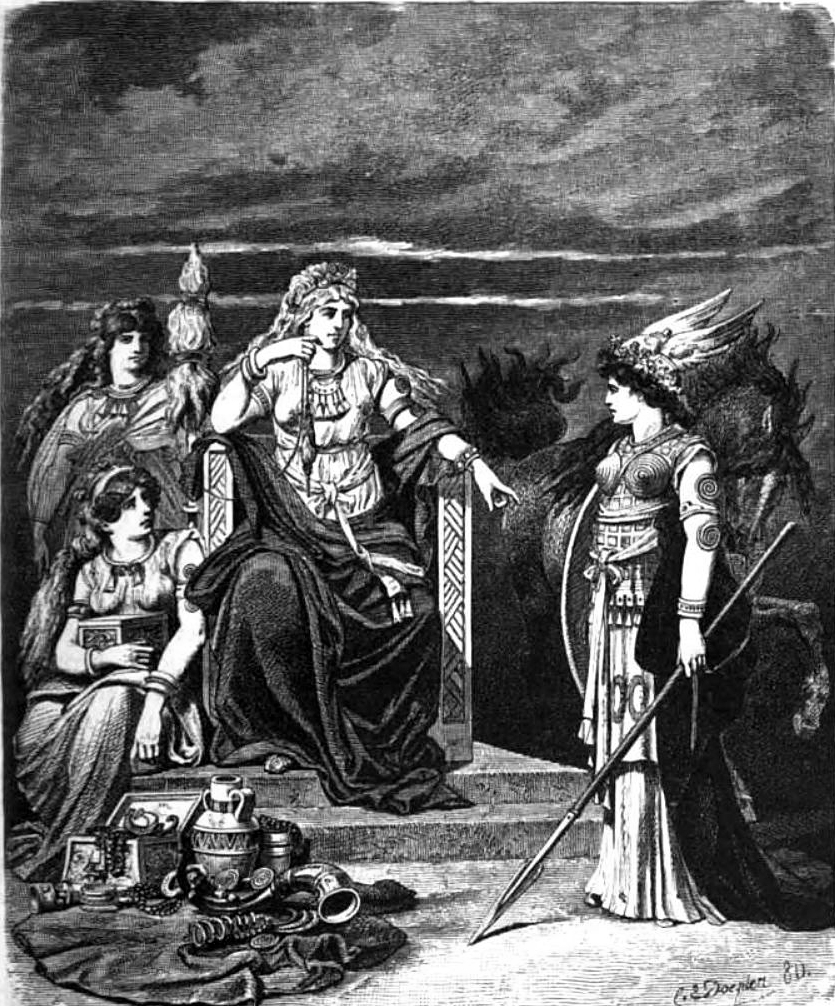
フェンサリルに集うフリッグと侍女たち。Carl Emil Doeplerによる。

フェンサリル（古ノルド語: Fensalir）は、北欧神話に出てくる、オーディンの妻の女神フリッグの住む宮殿のことである。名前は「海の宮殿」の意味である。
『巫女の予言』には、フリッグが息子バルドルの死をフェンサリルで嘆くことが書かれている。
『グリームニルの言葉』には、フェンサリルが喩えようもなく豪華な場所であると書かれている。
さらに『ギュルヴィたぶらかし』には、バルドルがいかなる武器にも傷つかない様子を見たロキがフリッグにその理由を訊くため、フェンサリルを訪ねることが書かれている。